# Химинець Василь Васильович (науковець)
Василь Васильович Химинець (нар. 24 серпня 1948, селі Кольчино, тепер Мукачівського району Закарпатської області) — український радянський діяч, науковець, 1-й секретар Закарпатського обкому КПУ. Доктор фізико-математичних наук (1985), професор (1987), Заслужений винахідник України (1988), лауреат Державної премії України в галузі науки і техніки (1989), почесний громадянин Ужгорода (2019).

## Біографія
Народився в родині робітника. У вересні 1966 — червні 1971 року — студент Ужгородського державного університету.
Освіта вища. У 1971 році закінчив Ужгородський державний університет, радіофізик.
З червня 1971 року — старший лаборант, старший інженер, молодший і старший науковий працівник, з 1981 року — завідувач галузевої науково-дослідної лабораторії «Фізико-технологічні дослідження склоподібних напівпровідників» Міністерства електронної промисловості СРСР при Ужгородському державному університеті. З 1983 року — начальник науково-дослідного сектора і науковий керівник галузевої лабораторії, з 1987 року — завідувач кафедри фізичних основ мікроелектроніки Ужгородського державного університету. Працюючи в університеті, обирався секретарем комсомольської організації фізичного факультету та членом комітету комсомолу Ужгородського державного університету.
Член КПРС з 1985 року.
У 1988 — липні 1990 року — секретар партійної організації КПУ фізичного факультету та заступник секретаря партійного комітету КПУ Ужгородського державного університету, член Ужгородського міського комітету КПУ, депутат Закарпатської обласної ради.
У червні 1990 — липні 1991 року — секретар Закарпатського обласного комітету КПУ.
2 липня 1991 — серпень 1991 року — 1-й секретар Закарпатського обласного комітету КПУ.
З лютого 1992 року — завідувач кафедри педагогіки, психології та методики викладання Закарпатського інституту методики навчання і виховання, підвищення кваліфікації педагогічних кадрів (Закарпатського інституту післядипломної педагогічної освіти) в Ужгороді. Одночасно, у 1990—1994 роках — голова економічної ради міста Ужгорода, з 1992 року — заступник генерального директора, генеральний директор МАТ «Меридіан», з 1994 року — президент фонду «Соціально-економічні дослідження проблем Закарпаття».

## Наукова та громадська діяльність
Василь Химинець самостійно і в співавторстві опублікував понад 600 наукових та науково-популярних праць, у тому числі 44 книги (12 монографій, 5 книг, 12 науково-методичних посібників), 8 проспектів ВДНГ СРСР, 6 інформаційних листків на впровадження наукових результатів у практику, на пріоритетні розробки в галузі матеріалознавства, опто- і мікроелектроніки отримав 58 патентів на винаходи, в т.ч. 8 за кордоном (38 впроваджено в практику із значним економічним ефектом). Основні праці  з педагогіки:  монографії «Науково-дослідна робота в інститутах післядипломної педагогічної освіти» (2005), «Інновації в сучасній школі» (2004), «Інноваційна освітня діяльність» (2008), «Інновації в початковій школі» (2009), «Інновації в дошкіллі» (2011), «Інновації в управлінні науково-методичною роботою» (2012), «Фізика на Закарпатті» (2012). «Історія Ужгородської гімназії (1613-2013)» (у співавт., 2013), «Освіта Закарпаття» (у співавт., 2009), «Освіта Ужгорода» (у співавт., 2017), Педагогічна енциклопедія Закартаття. т.1, 2021, т.2, 2022, головний редактор) та ін.
Під науковим керівництвом професора В. Химинця виконано 32 наукові теми за планами і постановами урядів СРСР і України, АН СРСР, НАН України, Мінвузу СРСР і Міносвіти України, За створеним ним науковим напрямком «Фізико-технологічні дослідження складних халькогалогенідних напівпровідників» вперше відкрито докторантуру та введено нову спеціальність «Матеріали і компоненти мікроелектроніки» на фізичному факультеті УжДУ (1988), захищено десять кандидатських (в т.ч. 3 — доктора філософії) та п'ять докторських дисертацій (3 виконано в Югославії). За ініціативи В.Химинця організовано видання першого на Закарпатті педагогічного науково-методичного журналу «Освіта Закарпаття» (2005, головний редактор) та педагогічної газети «Слово вчителя» (2003, головний редактор). Учений обраний в редакційну раду міжнародного фізичного журналу «Journal of Research in Physics» ( 1998, Белград), всеукраїнського науково-методичного журналу «Гірська школа українських Карпат» (2006, Івано-Франківськ), в різні роки входив до складу редколегій педагогічного регіонального журналу «Рідний край» (1997), газет «Карпатська правда» (2000-2007) і «Європа-Центр» (1998-2002); член національної спілки журналістів України.
Обирався на відповідальні посади: голова обласної і заступник голови Державної комісії з проблем Пістрялівської РЛС (1989—1993), депутат обласної ради (1989-1994), радник голови Ужгородської міської ради, член Ужгородського міськвиконкому (1994—1999), радник голів Закарпатської ОДА та секретар ради політичних партій при голові Закарпатської ОДА (1992—2004). Працював у декількох державних та обласних комісіях і робочих групах, брав участь у розробці важливих для країни та Закарпаття документів: Концепція переходу Закарпатської області до ринкової економіки (1990), Вільна економічна зона, Концепція сталого розвитку Закарпаття (1990—1994), Національна стратегія розвитку «Україна-2022» (2008) та ін.

## Нагороди та відзнаки
- Бронзова (1978) і срібна (1984) медалі ВДНГ СРСР.
- Нагрудні знаки: МОН України «Відмінник освіти» (2016), «Петро Могила» (2008); НАПН України медаль «Григорій Сковорода» (2023); «За розвиток регіону» Закарпатської обласної ради та Закарпатської ОДА (2008 і 2018); ГО «Освіта майбутнього ХХІ» орден ім. М.Балудянського (2023).
- Лауреат Державної премії Української РСР в галузі науки і техніки (1989).
- Нагрудний знак «Винахідник СРСР» (1985).
- Заслужений винахідник Української РСР (1988).
- Почесний громадянин Ужгорода (2019).

За досягнення в науково-дослідній роботі відзначався Дипломами та грошовими преміями Кабінету Міністрів УРСР (1979, 1984), Кабінету Міністрів СРСР (1989). У 2001, 2008, 2011-2015 рр. нагороджено Почесними грамотами і дипломами, у 2008 році — нагрудним знаком «Петро Могила», а в 2016 — «Відмінник освіти» України. За особистий внесок у розвиток національної і регіональної освіти і науки Василя Химинця в 1998, 2008 і 2018 рр. нагороджено Почесними грамотами і нагрудним знаком «За розвиток регіону» Закарпатської обласної ради та Закарпатської обласної адміністрації. У 2020 р. Указом Президента України професору В.Химинцю призначено державну стипендію, як визначному діячу освіти України.